# Дарени (Ивьевский район)
Дарени (белор. Дарэнí) — деревня расположенная в Ивьевском районе Гродненской области Белоруссии.Население — 7 человек. Находится возле посёлка Юратишки. В 3 километрах находится Станция Юратишки

## История
Дата основания не известна. По Рижскому договору деревня перешла к Польше. Однако в 1939 была вновь присоединена к БССР. В годы Великой Отечественной войны была оккупирована войсками нацистской Германии. В 1944 освобождена в ходе Белорусской операции.